# شهرستان پتروپاولوفسکی (سرزمین آلتای)
شهرستان پتروپاولوفسکی (به لاتین: Petropavlovsky District) یک شهرستان در روسیه است که در سرزمین آلتای واقع شده‌است.